# Pecluma venturii
Pecluma venturii är en stensöteväxtart som först beskrevs av De la Sota, och fick sitt nu gällande namn av Michael Greene Price. Pecluma venturii ingår i släktet Pecluma och familjen Polypodiaceae. Inga underarter finns listade.